# Indywidualne Mistrzostwa Polski w Zapasach 1959

## Mistrzostwa Polski w Zapasach1959

### Mężczyźni
- styl wolny

12. Mistrzostwa Polski – x – x 1959, Wrocław
- styl klasyczny

29. Mistrzostwa Polski – x – x 1959, Wrocław

## Medaliści

### Mężczyźni

#### Styl wolny
| Kategoria:  | Złoto:                            | Srebro:                                 | Brąz:                                 |
| 52 kg       | Stefan Hajduk Gwardia Warszawa    | Lesław Kropp Boruta Zgierz              | Piotr Zimoląg ŁKS Łódź                |
| 57 kg       | Tadeusz Łata Lotnik Wrocław       | Bernard Knitter Górnik Wesoła           | Piotr Tychański Lotnik Wrocław        |
| 62 kg       | Jan Żurawski Gwardia Warszawa     | Tadeusz Trojanowski Gwardia Warszawa    | Teodor Arndt Lotnik Wrocław           |
| 67 kg       | Jan Adamaszek Siła Mysłowice      | Kazimierz Macioch Gwardia Warszawa      | Czesław Kowalewski Pafawag Wrocław    |
| 73 kg       | Mirosław Żywczyk Gwardia Warszawa | Bronisław Jan Schmidt Garbarnia Kraków  | Jan Motyl Gwardia Warszawa            |
| 79 kg       | Janusz Tracewski AZS-AWF Warszawa | Bronisław Trzcionkowski Lotnik Wrocław  | Stanisław Trojnar Unia Racibórz       |
| 87 kg       | Bolesław Sidorowicz Skra Warszawa | Czesław Felich Lotnik Wrocław           | Jerzy Sadowski Elektryczność Warszawa |
| ponad 87 kg | Lucjan Sosnowski Legia Warszawa   | Stanisław Chmielarczyk Garbarnia Kraków | Tadeusz Łąpieś ŁKS Łódź               |

#### Styl klasyczny
| Kategoria:  | Złoto:                               | Srebro:                             | Brąz:                                |
| 52 kg       | Stefan Hajduk Gwardia Warszawa       | Lesław Kropp Boruta Zgierz          | Roman Kochański Flota Gdynia         |
| 57 kg       | Bernard Knitter Spójnia Gdańsk       | Zdzisław Schneider Unia Swarzędz    | Brunon Broja Pogoń Nowy Bytom        |
| 62 kg       | Jan Żurawski Gwardia Warszawa        | Marian Sadowski Włókniarz Boguszów  | Wiesław Odyński Gwardia Warszawa     |
| 67 kg       | Ernest Gondzik Siła Mysłowice        | Jan Adamaszek Siła Mysłowice        | Czesław Kowalewski Pafawag Wrocław   |
| 73 kg       | Mieczysław Łesyszak Gwardia Warszawa | Brunon Frank Pogoń Nowy Bytom       | Mirosław Żywczyk AZS-AWF Warszawa    |
| 79 kg       | Eugeniusz Skowronek Legia Warszawa   | Innocenty Jurcewicz Pafawag Wrocław | Bolesław Dubicki Legia Warszawa      |
| 87 kg       | Lucjan Stepczyński Gwardia Warszawa  | Czesław Felich Lotnik Wrocław       | Kazimierz Wiercimok Górnik Mysłowice |
| ponad 87 kg | Lucjan Sosnowski Legia Warszawa      | Norbert Kasperczyk Górnik Mysłowice | Tadeusz Łąpieś ŁKS Łódź              |